# 国务院直属特设机构
国务院直属特设机构，即直接隶属于中华人民共和国国务院的直属特设机构。根据中央机构编制委员会办公室给出的定义，直属特设机构是指政府为了管理某类特殊的事项或履行特殊的职能而单独设立的一类机构，既不履行实际的公众行政职能，也不是一般的事业单位、企业单位。
自国务院直属特设机构的定义被创造以来，符合此定义的单位只有一个，即国务院国有资产监督管理委员会。不同于其他企业事业单位，国务院国资委代表国务院履行中央企业出资人职责，并对国有企业进行监管，但没有管理一般公众的职能。